# Vibro
Vibro är en liten by i Hedesunda socken, intill Rångstaån, Hedesunda kyrka och Kungsgården. Byn finns omnämnd i ett kungligt brev skrivet år 1346. Vid bron eller dess närhet har en religiös offerplats funnits före kristendomens inträde.